# Souligné-Flacé
Souligné-Flacé è un comune francese di 736 abitanti situato nel dipartimento della Sarthe nella regione dei Paesi della Loira.

## Società

### Evoluzione demografica
Abitanti censiti